# HLA-B7

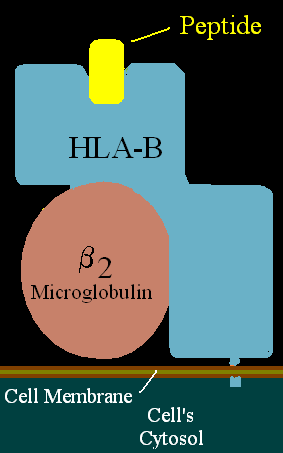

HLA-B7 هو نمط مصلي من مستضد الكريات البيضاء البشرية-ب.